# Queso Chubut
El Chubut o Chubutense es un queso semiduro cuya receta original está relacionada con la historia de la colonia galesa en el valle inferior del río Chubut, a principios de 1900, cuando la Compañía Mercantil del Chubut tenía la administración de unos quince tambos en toda la zona. 
Actualmente, es elaborado en Gaiman por la Cooperativa Lechera de Gaiman (Colega), siendo una actividad aún muy artesanal. La "marca Chubut" es la primera marca de quesos registrada en Argentina y tiene más de 100 años de historia. El queso se utiliza para comerlo en sándwiches, picadas  y postres.

## Elaboración
Al preparado de la leche se le agrega fermento láctico, se calienta y se le agrega cuajo. Luego se revuelve y se vuelve a calentar hasta los 40 °C. Se deja en reposo y extrae la cuajada. Se moldea, se prensa y se coloca los quesos en salmuera durante 24 horas. Su maduración dura entre 30 y 50 días.

## Características
El Chubut es un queso semiduro con cáscara, de sabor agradable, textura cerrada con pocos ojos y pasta mantecosa. Su forma es cilíndrica y chata, y su color es amarillo pálido. Es presentado para la venta con una capa de parafina.